# 트릭 오어 트릿
《트릭 오어 트릿》(영어: Trick 'r Treat)은 미국에서 제작된 마이클 도허티 감독의 2007년 옴니버스 공포 영화이다. 딜런 베이커, 로셸 에이츠, 애나 패퀸, 브라이언 콕스 등이 출연하였고, 브라이언 싱어 등이 제작에 참여하였다.

## 출연
- 딜런 베이커
- 로셸 에이츠
- 퀸 로드
- 로런 리 스미스
- 모너카 딜레인
- 타모 페니킷
- 브렛 켈리
- 브릿 매킬립
- 장뤼크 빌로도
- 애나 패퀸
- 브라이언 콕스
- 레슬리 비브
- 패트릭 길모어
- C. 언스트 하스
- 리처드 하먼
- 로라 메넬

## 기타 제작진
- 공동 제작: 피터 롯카
- 배역: 매슈 러솔, 로저 머슨든
- 미술: 마크 S. 프리본